# Joe Baca, Jr.

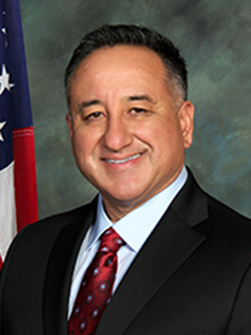
Joe Baca, Jr.

Joe Baca, Jr. (* 8. Oktober 1969 in Barstow, Kalifornien) ist ein US-amerikanischer Politiker. Der Demokrat ist ein Sohn von Joe Baca, eines ehemaligen Abgeordneten im US-Repräsentantenhaus.
Baca wuchs in Rialto auf wo er die örtlichen Schulen besuchte und später selbst unterrichtete. Das San Bernardino Valley College schloss er mit dem Associate Degree ab, danach studierte er an der California State University, San Bernardino, wo er einen Master of Public Administration erwarb.
Ende 2004 wurde Joe Baca in die California State Assembly (Wahldistrikt 62) gewählt. Kurz vor Ende seiner zweijährigen Amtszeit trat er zurück um für den Senat von Kalifornien zu kandidieren, er scheiterte jedoch schon in der Vorwahl seiner Partei. 2012 unternahm Baca nochmals einen Versuch in die State Assembly einzuziehen. Er erreichte die Hauptwahl, unterlag jedoch seiner Konkurrentin Cheryl R. Brown – ebenfalls eine Demokratin.
Joe Baca, Jr. ist derzeit Mitglied des Stadtrates von Rialto, seine Amtszeit läuft bis Ende 2014. Im Jahr 2008 wurde er ins Electoral College entsandt um Barack Obama zum US-Präsidenten zu wählen.